# 한국형 항공모함
한국형 항공모함은 현대중공업이 KAI와 함께 개발중인 중형 항공모함이다.

## 역사
2022년 9월, 해군전력분석시험평가단 체계분석처 연구팀의 논문이 공개되었다. ‘국가역량을 고려한 한국형 항공모함 규모 최적화 연구’라는 제목의 보고서다. 연구팀은 한국의 국력에 맞는 항모 규모를 만재배수량 기준 중항모급인 ‘5만 8300t’으로 제시했다. 길이는 279m, 폭은 68m이다.
2022년 9월, 김승겸 함참의장은 국회 국방위원회 전체회의에서 KF-21N 도입을 위해선 우선 항모 설계 변경이 필요하다고 말했다. 다만 안보상황, 재정 등을 고려한 연구용역이 필요하기 때문에 지금 단계에서 중항모를 염두에 둔다고 말할 수는 없다고 덧붙였다.
2023년 6월, HD현대중공업 관계자는 "사출기를 운용할 수 있는 항모의 크기를 연구한 결과 경하배수량 기준 최소 4만t 전반은 돼야 하는 것으로 나타났다"고 말했다.
보통 만재배수량은 경하배수량 보다 40% 정도 더 무겁다. 현대에서 말한 것과 해군의 연구를 참조하면, 경하 42000톤일 경우 만재 58000톤 정도 된다.

## 함재기
만재 58000톤 항공모함은, 대략 최대 58대, 평소 41대의 함재기를 탑재한다. 만재배수량 7만톤인 영국 퀸 엘리자베스급 항공모함은 최대 70대, 평소 50대의 함재기를 탑재한다.